# Tomislav Mišura
Tomislav Mišura (sinh 13 tháng 5 năm 1981 ở Novo Mesto) là một cầu thủ bóng đá Slovenia thi đấu cho câu lạc bộ bóng đá Iceland Grindavík.

## Tiểu sử
Câu lạc bộ trước đó của anh là Interblock. Tháng Mười Một 2010 Tomislav thử việc tại câu lạc bộ A-League Newcastle Jets. The Jets sau đó mua Mišura với hợp đồng thay thế chấn thương.